# Topsham (Devon)
Topsham è un sobborgo della città di Exeter di 5 023 abitanti della contea del Devon, in Inghilterra.

## Storia
Da sempre porto della vicina Exeter, Topsham divenne col passare del tempo molto importante grazie alla sua posizione che le permetteva di essere un porto sicuro, sede di grandi cantieri navali e base per importanti traffici commerciali internazionali. Ma è col commercio del cotone che Topsham divenne uno dei porti più importanti dell'Inghilterra, infatti molti olandesi vi si trasferirono per esportare nel loro paese la lana inglese e vi costruirono le tipiche case che sono tuttora sparse per il paese.